# Новое Мамонино
 Новое Мамонино  — деревня Высокогорском районе Татарстана. Входит в состав Чернышевского сельского поселения.

## География
Находится в северо-западной части Татарстана на расстоянии менее 2 км на север по прямой от районного центра поселка Высокая Гора у речки Казанка.

## История
Известна с 1920 года.

## Население
Постоянных жителей было: в 1920 году — 58, в 1938—103, в 1949—114, в 1958 — 92, в 1970 — 74, в 1989 — 26, 21 в 2002 году (русские 86 %), 23 в 2010.